# Aalon
Aalon là một nhóm nhạc soul người Mỹ đến từ Los Angeles do ca sĩ chính kiêm nghệ sĩ guitar Aalon Butler thành lập.
Butler chơi guitar cho Eric Burdon vào những năm 1970 trước khi thành lập ban nhạc Aalon, đã ký hợp đồng với Arista Records vào năm 1977. Album đầu tay của họ, Cream City, đạt vị trí thứ 45 trên bảng xếp hạng Billboard R&B Albums, trong khi tiêu đề đĩa đơn đạt vị trí thứ 44 trên bảng xếp hạng R&B Singles.
Butler cuối cùng đã giải thể nhóm trước khi thu âm album thứ hai, mặc dù ông đã đi lưu diễn vào cuối những năm 1970 và đầu những năm 1980. Vào nửa sau của những năm 1980, ông bỏ âm nhạc để chăm sóc đứa con trai mới sinh của mình. Con trai của ông, Jason Aalon Butler, được biết đến với tư cách là cựu ca sĩ chính của ban nhạc hậu hạng nặng Letlive, hiện là thành viên của ban nhạc rapcore Fever 333.
Bài hát "Rock And Roll Gangster" của họ đã được giới thiệu trong một tập của The Boondocks, đặc biệt là "The Story of Gangstalicious 2".